# Sarcopteron arenacea
Sarcopteron arenacea är en fjärilsart som beskrevs av Alfred Ernest Wileman och South 1916. Sarcopteron arenacea ingår i släktet Sarcopteron och familjen nattflyn. Inga underarter finns listade.